# Damenbundesliga 2014 (Football)
Die Damenbundesliga (DBL) Saison 2014 war die 23. Spielzeit in der höchsten Spielklasse des American Football in Deutschland für Frauen.
Das Eröffnungsspiel der Saison 2014 bestritten die Düsseldorf Blades gegen die Munich Cowboys Ladies am 11. Mai 2014 um 15 Uhr. Die DBL-Saison 2014 wurde von Mai bis September ausgetragen. Im Anschluss an die reguläre Saison fanden ein Halbfinale und das Finale, der Ladiesbowl XXIII statt.
Das Finale wurde am 27. September in Crailsheim ausgetragen. Entgegen vieler Erwartungen gewannen die Mülheim Shamrocks gegen die Berlin Kobra Ladies mit 52:22.

## Modus
In der Saison 2014 traten insgesamt sechs Teams in zwei getrennten Gruppen an (drei pro Gruppe). Jede dieser Gruppen trägt ein doppeltes Rundenturnier aus, wobei jedes Team einmal das Heimrecht genießt. Nach jeder Partie erhält die siegreiche Mannschaft zwei und die besiegte null Punkte. Bei einem Unentschieden erhält jede Mannschaft einen Punkt. Die Punkte des Gegners werden als Minuspunkte gerechnet. Nach Beendigung des Rundenturniers wird eine Rangliste ermittelt, bei der zunächst die Anzahl der erzielten Punkte entscheidend ist. Bei Punktgleichheit entscheidet der direkte Vergleich.
Nach den Rundenturnieren spielen die jeweils zwei bestplatzierten Mannschaften in zwei Play-off-Runden um die Deutsche Meisterschaft.

Pro Gruppe qualifizieren sich zwei Teams für die Play-offs: die Gruppenersten und -zweiten. In der ersten Runde der Play-offs, dem Halbfinale, spielen die Gruppen Nord und Süd über Kreuz gegeneinander, der jeweils Erstplatzierte spielt also gegen den Zweitplatzierten der anderen Gruppe. Hierbei genießen die Gruppenersten Heimrecht. Die siegreichen Teams treten im Ladiesbowl gegeneinander an.

## Teams
In der Gruppe A haben die folgenden Teams am Ligabetrieb teilgenommen:
- Berlin Kobra Ladies
- Hamburg Amazons
- Mülheim Shamrocks (vorher in Gruppe B)

In der Gruppe B haben die folgenden Teams am Ligabetrieb teilgenommen:
- Crailsheim Hurricanes
- Munich Cowboys Ladies
- Düsseldorf Blades (vorher in Gruppe A)

## Saisonverlauf
In diesem Jahr traten sechs Teams in der DBL an. Die Bochum Miners und Mainz Golden Eagles Ladies stiegen zur Saison in die DBL 2 ab.
Die Saison begann am 11. Mai mit einem Eröffnungsspiel der Düsseldorf Blades gegen die Munich Cowboys Ladies, welches letztendlich aufgrund des Saisonabbruchs der Blades mit 0:20 gewertet wurde.
Nordmeisterinnen wurden die Berlin Kobra Ladies, die im Halbfinale mit 38:0 gegen die Munich Cowboys Ladies gewannen und damit im Ladiesbowl standen. Gruppenzweite wurden die Mülheim Shamrocks.
In der Süd-Gruppe gewannen die Crailsheim Hurricanes den Meistertitel vor den Munich Cowboys Ladies. Im Halbfinale verlor Crailsheim gegen Mülheim mit knapp mit 20:22.
Das Saisonfinale, der Ladiesbowl XXIII, fand in diesem Jahr auf dem Sportplatz des SV Onolzheim bei Crailsheim mit den Berlin Kobra Ladies und Mülheim Shamrocks statt. Die Mülheimerinnen dominierten das Spiel bereits zur Halbzeit und gewannen am Ende unerwartet deutlich mit 52:22. Für Crailsheim war es der erste Meisterschaftstitel.

### Abschlusstabellen
| Gruppe A | Gruppe A            | Gruppe A | Gruppe A | Gruppe A | Gruppe A | Gruppe A | Gruppe A |    | Gruppe B              | Gruppe B | Gruppe B | Gruppe B | Gruppe B | Gruppe B | Gruppe B | Gruppe B |
| #        | Team                | Punkte   | Sp       | S        | U        | N        | TD-Pkt.  | #  | Team                  | Punkte   | Sp       | S        | U        | N        | TD-Pkt.  |          |
| -------- | ------------------- | -------- | -------- | -------- | -------- | -------- | -------- | -- | --------------------- | -------- | -------- | -------- | -------- | -------- | -------- | -------- |
| 1.       | Berlin Kobra Ladies | 6:2      | 4        | 3        | 0        | 1        | 190:620  | 1. | Crailsheim Hurricanes | 6:2      | 4        | 3        | 0        | 1        | 84:37    |          |
| 2.       | Mülheim Shamrocks   | 6:2      | 4        | 3        | 0        | 1        | 186:820  | 2. | Munich Cowboys Ladies | 6:2      | 4        | 3        | 0        | 1        | 77:44    |          |
| 3.       | Hamburg Amazons     | 0:8      | 4        | 0        | 0        | 4        | 006:238  | 3. | Düsseldorf Blades     | 0:8      | 4        | 0        | 0        | 4        | 00:80    |          |

Erläuterung: Play-off-Qualifikation, Stand: 27. September 2014 (Saisonende)

### Play-offs
|  | Halbfinale | Halbfinale            | Halbfinale |  |  | Ladiesbowl XXIII | Ladiesbowl XXIII     | Ladiesbowl XXIII |
|  |            |                       |            |  |  |                  |                      |                  |
|  |            |                       |            |  |  |                  |                      |                  |
|  | A1         | Berlin Kobras Ladies  | 38         |  |  |                  |                      |                  |
|  | B2         | Munich Cowboys Ladies | 0          |  |  |                  |                      |                  |
|  |            |                       |            |  |  | A1               | Berlin Kobras Ladies | 22               |
|  |            |                       |            |  |  | A2               | Mülheim Shamrocks    | 52               |
|  | B1         | Crailsheim Hurricanes | 20         |  |  |                  |                      |                  |
|  | A2         | Mülheim Shamrocks     | 22         |  |  |                  |                      |                  |
|  |            |                       |            |  |  |                  |                      |                  |

Halbfinale
|                                     |                             |  |                     |                          |                       |  |                     |
|                                     | Berlin 13.09.2014 15:00 Uhr |  | Berlin Kobra Ladies | \| \| 38 : 0 \| \| \| \| | Munich Cowboys Ladies |  | Stadion Wilmersdorf |
| (6:0, 20:0, 12:0, 0:0) Spielbericht | Berlin 13.09.2014 15:00 Uhr |  | Berlin Kobra Ladies |                          | Munich Cowboys Ladies |  | Stadion Wilmersdorf |
|                                     | 38 : 0                      |  |                     |                          |                       |  |                     |
|                                     |                             |  |                     |                          |                       |  |                     |

|                      |                                 |  |                       |                           |                   |  |              |
|                      | Crailsheim 13.09.2014 15:00 Uhr |  | Crailsheim Hurricanes | \| \| 20 : 22 \| \| \| \| | Mülheim Shamrocks |  | SV Onolzheim |
| (0:8, 8:8, 6:0, 6:6) | Crailsheim 13.09.2014 15:00 Uhr |  | Crailsheim Hurricanes |                           | Mülheim Shamrocks |  | SV Onolzheim |
|                      | 20 : 22                         |  |                       |                           |                   |  |              |
|                      |                                 |  |                       |                           |                   |  |              |

Ladiesbowl XXIII
|                          |                                 |  |                     |                           |                   |  |              |
|                          | Crailsheim 27.09.2014 14:00 Uhr |  | Berlin Kobra Ladies | \| \| 22 : 52 \| \| \| \| | Mülheim Shamrocks |  | SV Onolzheim |
| (0:8, 0:12, 14:14, 8:18) | Crailsheim 27.09.2014 14:00 Uhr |  | Berlin Kobra Ladies |                           | Mülheim Shamrocks |  | SV Onolzheim |
|                          | 22 : 52                         |  |                     |                           |                   |  |              |
|                          |                                 |  |                     |                           |                   |  |              |